# Onciale 055
- Papyrus
- Onciale
- Minuscules
- Lectionnaire

Le Codex 055, portamt le numéro de référence 055 (Gregory-Aland), est un manuscrit du parchemin en écriture grecque onciale. 

## Description
Le codex se compose de 303 folios. Il est écrit en une colonne, dont 37 lignes par colonne. Les dimensions du manuscrit sont 26 x 19.5 cm. Les paléographes datent ce manuscrit du XIe siècle,. 
Les est un manuscrit contenant du incomplete texte du commentaire du Évangiles avec de lacunes. 
C'est un plus commentaire plutôt que manuscrit du Nouveau Testament. 
Le texte du codex représenté type Byzantin. Kurt Aland ne l'a pas placé dans aucune Catégorie. 
Il est actuellement conservé à la Bibliothèque nationale de France (Gr. 201) à Paris.